# Британская аграрная революция
Британская сельскохозяйственная революция или Вторая аграрная революция — термин, описывающий развитие сельского хозяйства на части нынешней территории Великобритании между XV и концом XIX веков.
В этот период можно наблюдать доселе невиданный рост производительности и размеров урожаев, прекративших циклы нехватки еды. Каждый континент в мире в какой-то момент своей истории испытывал проблемы с продовольствием. Из-за этих периодов неурожая рост населения был фактически ограничен размерами того, что мог вырастить регион за длительный период времени, включая возможность кратковременных сбоев недополучения продукции. Недостаток продовольствия происходит в тех случаях, когда регион испытывает нехватку еды длительностью год или больше, и ресурсы региона не обеспечивали возможность того, чтобы привезти или вырастить дополнительные объёмы. Поскольку нехватка обычно являлась локальным явлением, возможность перевозки продовольствия на более далекие расстояния позволила уменьшить воздействие голода в отдельно взятых регионах.
Британская сельскохозяйственная революция происходила в течение многих веков (скорее эволюция, нежели революция) и была предтечей или происходила в одно и то же время с подобными изменениями в Европе и колониях. Ключевым для Британской сельскохозяйственной революции являлась разработка различных сельскохозяйственных технологий, направленных на предотвращение потери питательных веществ из земли во время земледелия. В то же время были выведены более плодоносные сорта растений, которые могли приносить больший урожай на акр. Фермеры, используя новейшие орудия труда, могли производить больший урожай с меньшим количеством помощников. Британская сельскохозяйственная революция ускорила обороты по мере того, как индустриальная революция и успехи в химии создали благосостояние, научные познания и технологию для более организованного развития новых удобрений и новую, более продуктивную сельхозтехнику. Новые сельскохозяйственные культуры, например, картофель (появился около 1600 года), кукуруза и т. д., были ввезены из Нового Света, улучшая плодоносность на акр земли.
Британская сельскохозяйственная революция и британская индустриальная революция развивались одновременно. Без появления большого количества еды, позволяющего кормить растущее городское население, индустриальная революция была бы невозможна. Без капиталовложений, орудий труда, металлов, увеличения в количестве рынков для сбыта сельхозпродукции, созданных индустриальной революцией, Британская сельскохозяйственная революция также была бы невозможна. Каждая так называемая «революция» поддерживала и толкала вперед две других — они были (как и в наши дни) соединены друг с другом.
Важность Британской сельскохозяйственной революции подчеркивала Маргарет Джейкоб.